# Arthur Anderson (forretningsmand)
 For alternative betydninger, se Arthur Anderson. (Se også artikler, som begynder med Arthur Anderson)
Arthur Anderson (født 1792 i Shetland, død 27. februar 1868 i London) var en britisk filantrop og forretningsmand.
Andersons første større foretagende var deltagelse i udrustningen af Dom Pedros tog mod Dom Miguel i Portugal. Som parlamentsmedlem for Shetlands- og Orkneyøerne 1847—52 virkede han energisk for ophævelsen af navigationsakten. I 1840 grundede han Peninsular and Oriental Steam Navigation-Company, som besørgede forbindelsen mellem England og Østasien og Australien. Anderson stiftede mange velgørende anstalter.